# 스베티츠호벨리 대성당
스베티츠호벨리 대성당(조지아어: სვეტიცხოვლის საკათედრო ტაძარი, 스베티츠호벨리스 사카테드로 타자리 : the Living Pillar Cathedral, "생의 기둥 대성당")은 조지아의 역사적인 므츠헤타 도시에 있으며, 수도 트빌리시에서 북서쪽으로 20km(12.5마일)거리에위치해 있다.
스베티츠호벨리에는 예수의 외투가 묻혀있다고 알려져 있으며, 그 성당은 조지아의 주요한 교회이고 오늘날에도 성찬 전례에 있어서 가장 경애 받는 장소 가운데 한 곳으로 남아있다. 현재 이 교회는 므츠헤타와 트빌리시의 대주교로 성당으로 기능하며, 그 수장은 조지아의 가톨리코스-패트리아르츠이다.
그 대성당은 11세기에 조지아의 건축가 아르사키스제에 의해서 건축되었다. 그럼에도 그 부지는 자체만으로도 4세기 초반으로 시대를 거슬러 올라가며 그 곳에서 기독교 초기 전통에 부합되는 무수히 많은 전설들이 전해져 내려온다.
그 대성당은 조지아 트빌리시에서 건설된 트빌리시 성 삼위일체 대성당 다음으로 두 번째로 큰 성당이며, 므츠타에 있는 다른 역사 기념물들과 함께 유네스코 세계 문화 유산으로 지정되었다.

## 역사

### 초기

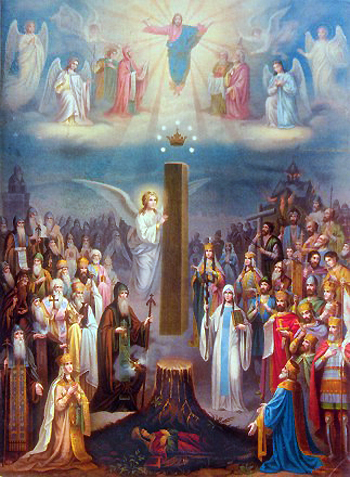
"이베리아의 영광" 삶의 기둥이 표현된 성상화, 미하일 사비닌작, 1880년대.

그 성당은 4세기에 카르틀리(이베리아)의 미리안 3세의 통치 기간 동안에 최초로 건축되었다. 성녀 니노가 조지아의 첫 번째 교회 부지를 아라그비 강이 므트크바리강(쿠라강)과 합류하는 지점으로 결정했다고 전해진다.
조지아의 성인 열전에 따르면 1세기에 이름이 엘리야인 유대계 조지아인이 므츠헤타를 떠나 예수가 십자가에 못박히실 때 예루살렘에 있었다고 한다. 엘리아는 골고타에 있는 로마의 군인에게서 예수의 옷을 사서 조지아로 가져왔다. 고국으로 돌아온 엘리아는 그의 누이 시도니아를 만났는데, 그녀는 그 옷이 손에 닿자마자 그 성스러운 물건이 감정을 격하게 하여 그 자리에서 즉사하고 말았다. 그 옷은 그녀의 꽉쥔 손에서 떨어지지 않았고, 결국 그녀는 그 옷과 함께 땅헤 묻혔다. 시도니아가 예수의 옷과 함께 묻힌 묘소는 대성당에 보존되어 있다. 그 후에, 그녀의 묘소에서 거대한 삼나무가 자라났다. 성녀 니노는 교회를 짓기위해 그 삼나무를 베라고 명령했고, 그 나무로 성당의 토대가 되는 일곱 기둥들을 만들었다. 그러나 그 일곱 기둥은 불가사의한 힘으로 일어나더니 흔적도 없이 사라졌다. 성녀 니노가 밤새도록 기도를 한 다음에야 그 나무는 다시 나타났다. 게다가 그 신비한 일곱 기둥에서 사람들의 모든 질병을 치유해 주는 성스러운 액체가 넘쳐 나왔다고 전해진다. 조지아어로 스베티는 "기둥"을 의미하며 츠코벨리는 "삶을 주는" 또는 "살아 있는"을 의미하므로, 그 성당의 이름이 되었다. 그 사건을 표현한 성화는 입구 오른편의 두 번째 기둥에서 볼 수 있다. 조지아 전역에서 널리 재연된 그 성화에서는 천당에서 천사가 된 시도니아가 기둥을 들어 올리고 있다. 성녀 니노가 전경에 있고, 미리안 왕과 그의 왕비 나나는 오른쪽과 왼쪽에 있다. 조지아는 317년에 기독교를 공식적인 국교로 채택했다.

### 중세와 현시대

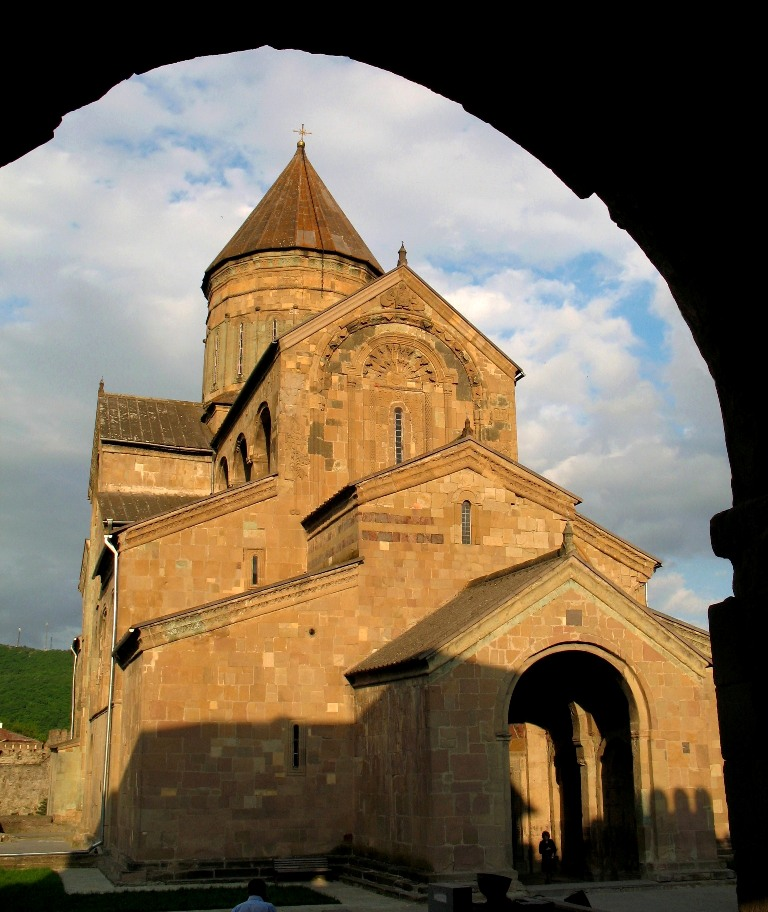
출입구에서 보는 정문
정문 앞
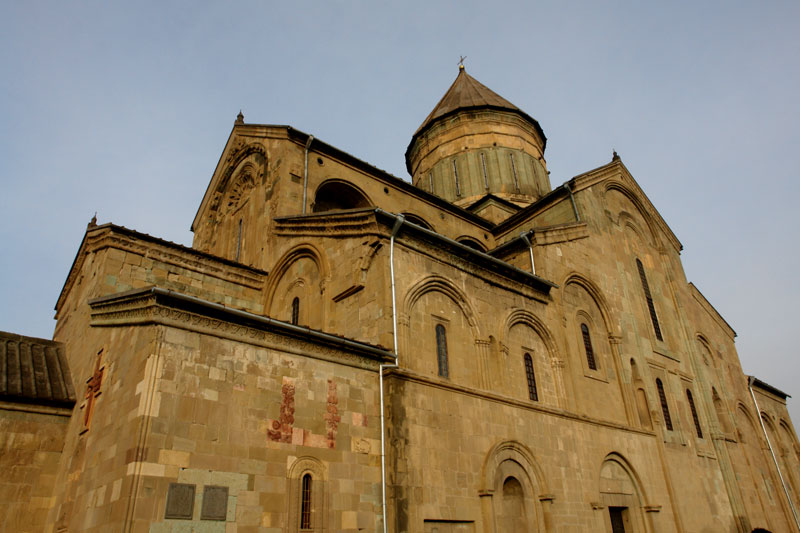
우측
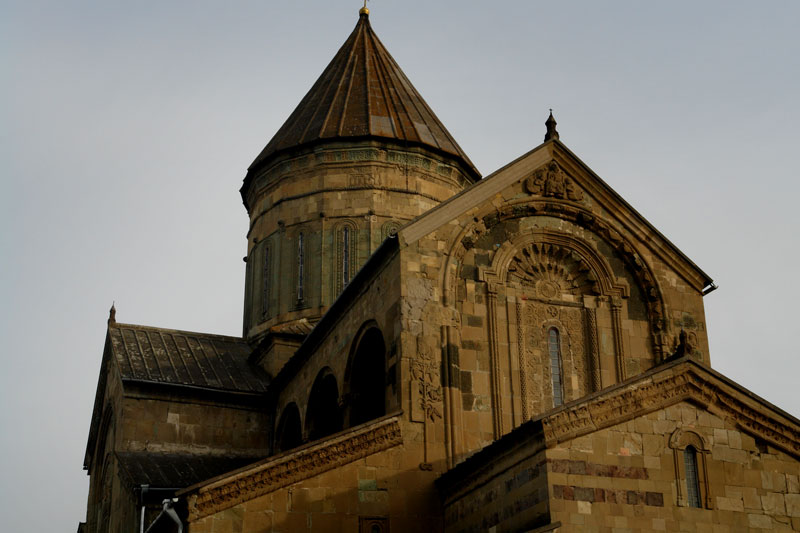

스베티츠호벨리 대성당은 4세기에 최초로 건축되었고, 시간이 흐르는 동안 손상을 입었는데, 특히 아랍, 페르시아, 티무르의 침입 때와, 후일에 러시아의 예속기와 소비에트 시대에 그 손상의 정도가 심했다. 그 건물은 지진에 의해 타격을 입기도 했다.
V. 친차제가 주재한 1970~1971년의 복구 기간 동안에, 성녀 니노의 최초의 성당 이후에 5세기에 바크탕 고르가살리왕에 의해 건축된 바실리카의 지반이 발견되었다. 조지아 교회 건축의 초기 시대에, 그 바실리카는 크로스 돔 양식이 나타나기 이전의 조지아 건축 양식이 주로 사용되었다.
11세기에, 스베티츠코벨리 대성당은 건축가 아르수키제에 의해 크로스 돔 양식으로 재축조 되었다(1010~1029년). 그 시대의 조지아 왕은 기오르기 1세(게오르게 1세)였다.
그 성당은 에레클레 2세(헤라클리우스) 왕 통치 기간 동안, 1787년에 석조와 벽돌로 된 방벽을 건축했다. 꼭대기 층은 군사적인 목적으로 설계되었고 포좌가 설치되어 있다. 방벽에서 성당으로 들어가는 입구는 남쪽에 위치해 있다. 그 벽에는 8개의 탑이 있는데, 그 중에 6개는 원통형이고 2개는 사각형이다. 1763년에 고고학 탐험대는 그 벽의 남쪽 지역에서 총대주교의 가옥을 발견했다. 성당의 뜰 안쪽에서 총대주교 안톤 2세의 2층 저택의 흔적이 발견되었다.

## 건축

### 현재 스베티츠코벨리의 설계 구조

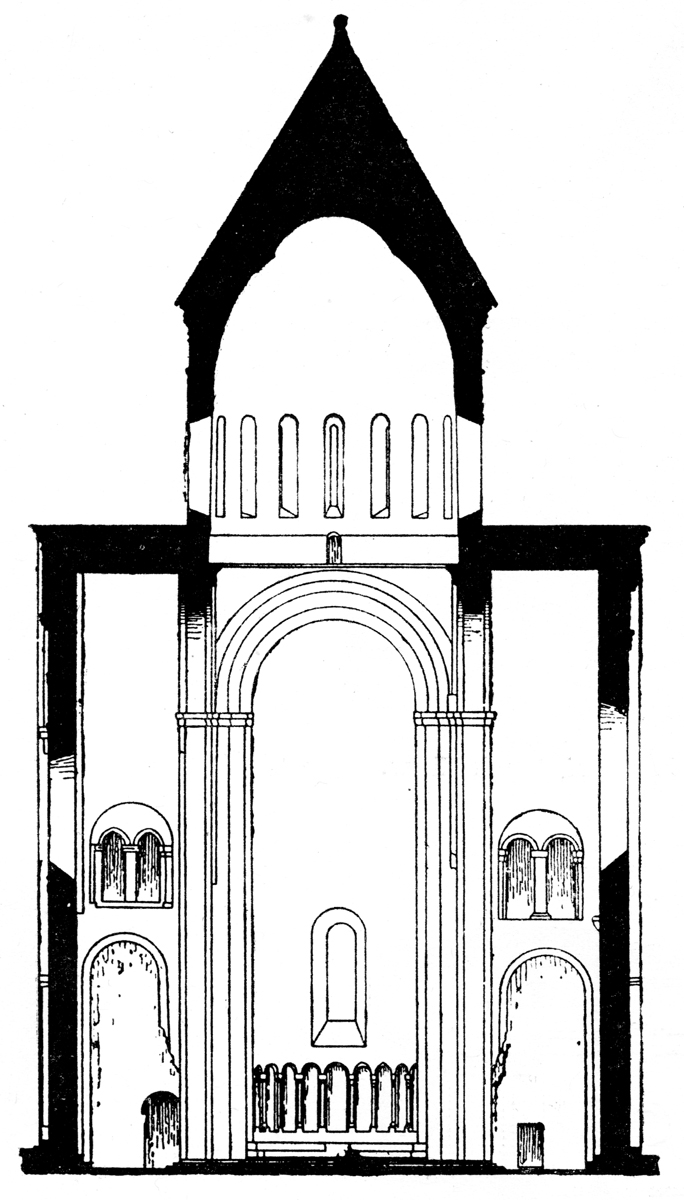
전면 정면도

### 스베티츠호벨리 바실리카
1970~1971년의 복원 기간 동안에, 성녀 니노의 최초의 교회 이후에 바크탕 고르가살리에 의하여 건축됐을 것으로 추정되는 3층 구조의 바실리카 지반이 발견되었다.

### 현시대 크로스 돔 스베티츠호벨리

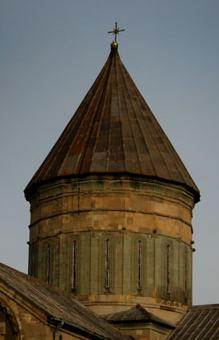
대성당의 돔

현재 스베티츠호벨리 대성당의 건축 양식은 약 1020년의 양식으로, 조지아의 중세 초기에 나타나 바그라트 3세에 의해 조지아가 정치적 통합을 이룬 이후에 기본 양식이 된 크로스 돔 양식이 기반이다. 그 양식의 특징은 교회의 4 측 모두에 돔이 자리하고 있다는 것이다. 그 교회의 구조는 훌륭한 음향 효과를 내기에 충분하다. 스베티츠코벨리의 돔은 교회의 양호한 상태를 보존하기 위해서 수세기에 걸쳐서 복원되었다.
성당에 사용된 기본 석재는 수평에 다듬어진 황사석이며, 앱스 창에는 적석이 사용되었다. 큐볼라의 원통부에 사용된 녹암은 17세기의 것이다. 성당 곳곳에 있는 아치형 장식의 굽은 가리개들은 11세기의 것들로 개조되지 않았다.
큰 창은 대부분 교회의 서쪽 꼭대기 층에서 나타난다. 그 장식에서는 그리스도께서 앉아 계시고 그 양측에 천사가 있는 모습을 나타낸다. 벽면에 있던 원본 조각품은 보존되지 못했지만, 여러 시간에 걸쳐, 특히 19세기에 대부분 복원되었다.

### 건축가 아르수키제
북쪽의 외부 벽면에 있는 구원의 조각상에는 전설이 있다. 그 조각상의 오른손에는 석공을 상징하는 끌이 들려있고, 비문에는 이렇게 새겨져 있다.
아르수키제의 손,
하느님의 종,
그의 용서를 바라며
동쪽에 있는 비문은 그 후 10년 안에 아르수키제가 그의 걸작의 완성을 보지 못하고 (1029년에) 죽었다는 사실을 증명한다.:
성당은 당신의 불쌍한 종, 아르수키제의 손에서 지어졌습니다.
오 주여, 그의 영혼이 이 곳에서 안식을 누릴 수 있게 해 주소서.
콘스탄티네 감사쿠르디아의 조지아 소설 "대거장의 손"은 아무런 문서적 근거가 없는 그 전설이 소재이다. 전설에서는 아르수키제의 후원자이자 스승이었던 사제가 아르수키제의 성공을 시기하여 왕을 꼬드겨 아르수키제의 오른손을 잘라내게 했다고 한다. 소설에서는 게오르게 왕이 아르수키제의 연인인 이름다운 쇼레나를 흠모하여 그를 질투했다고 한다.

### 성상과 프레스코화

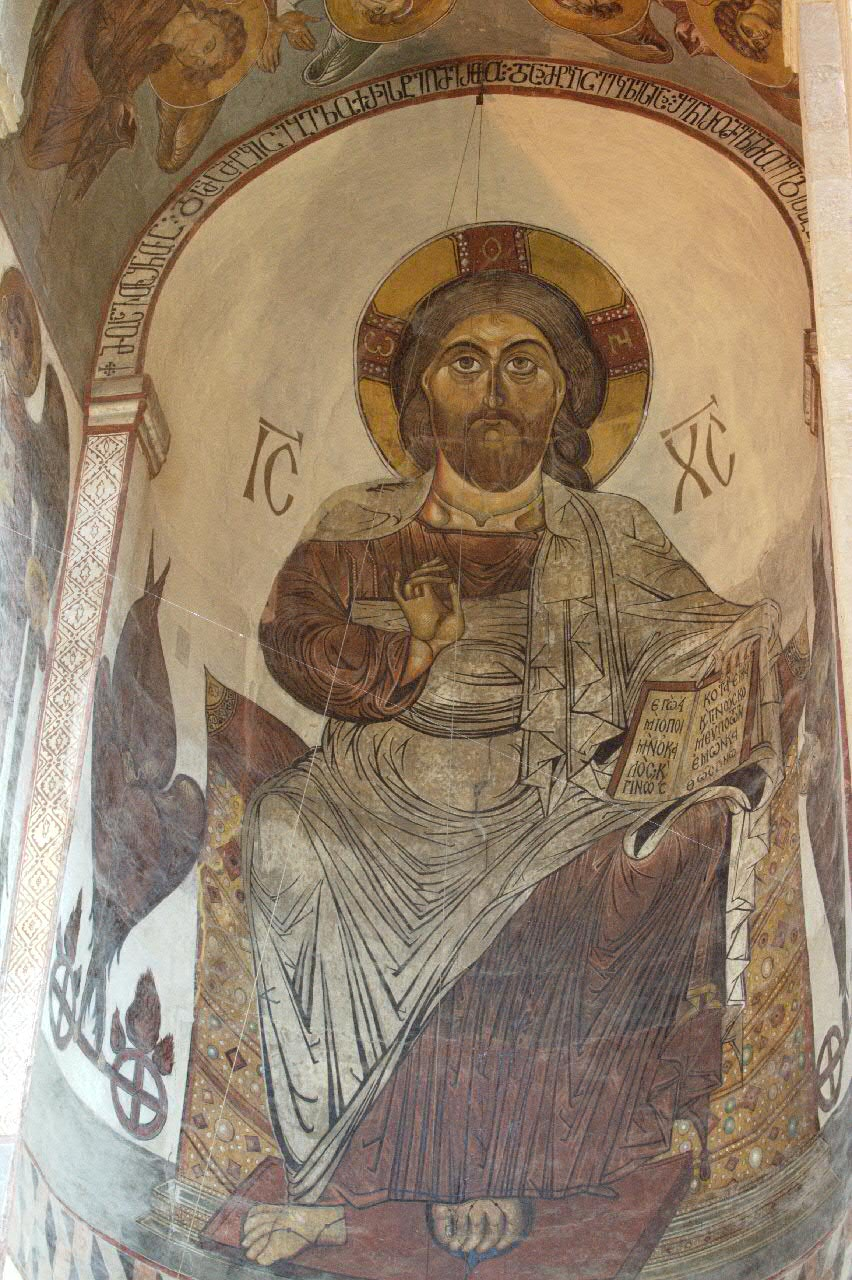
그리스도상.
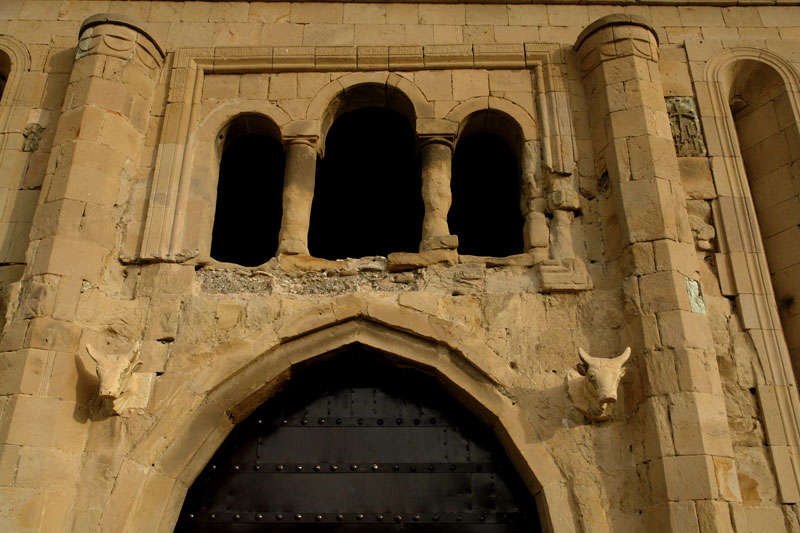
동쪽 정면의 황소 머리들

내부 벽들에는 프레스코화들이 그려져 있는데, 그림들의 대부분은 원본 상태가 보존되지 못했다. 1830년대에, 차르 니콜라이 1세가 므츠헤타를 방문하여 프레스코화들에 모두 백색 도료를 입힐 예정이었지만, 끝내 한 번도 들르지 않았고, 매우 정성들인 복구 작업 이후에 묵시록의 짐승과 황도대 묘사의 13세기 작품들을 포함한 몇 점들만이 복구되었다.
조지아 정교회의 많은 성화상들로 장식된 벽의 작품들은 대부분 원본이 아니다(원본들은 조지아 국립 방물관에 있다.). 그 교회의 석조 미술은 포도가 조각된 특징도 들 수 있다(조지아에 있는 다른 많은 교회들도 그러하다.). 그 특징은 고대 조지아의 와인 생산 전통을 반영한다. 제대에 있는 예수를 그린 거대한 그림은 19세기에 러시아 화가가 그린 작품이다. 대부분의 성화들은 20세기에 들어 그 곳에 놓이게 되었다. 그 중 몇 가지는 조지아 전역에 있는 다른 교회들의 성화과 프레스코화들을 본뜬 것들이다.

### 성수반
대성당 입구의 오른편에는 4세기로 연대를 거슬러 올라가는 성수반이 있다. 그 성수는 미리안 왕과 나나 왕비의 세례 때에 사용되었다고 한다. 성수반 바로 뒤쪽에 있는 남쪽 정면에는 아르수키제의 오른손의 구원과 빗면이 재현되어 있다.

### 성당의 조각상 상징 사본
대성당 안으로 남쪽에는 작은 석조 성당이 있다. 그 성당은 예루살렘 성묘 성당의 상징적인 모방이다. 13세기 후반과 13세기 사이에 축조된 그 성당은 가장 신성시 되는 제2의 장소인 스베티츠코벨리를 상징한다. 석조 성당의 앞쪽에 있는 가장 서쪽을 향하는 조각물은 복도와 회랑사이에 늘어서 있는 시도니아의 묘소를 상징하는 기둥들과 함께 있다. 최초의 삶을 주는 기둥 의 유적 또한 그 곳에 있다. 그 성당은 17세기에 건축되었다. 미리안 왕과 나나 왕비의 삶의 장면들과 최초의 기독교 비잔티움 황제인 콘스탄티네 1세와 그의 모친 헬레나의 초상화들이 그 성당이 건축될 때에 G. 굴자바르슈빌리에 의하여 그려졌다. 4세기 때의 교회 설립의 발자취를 그 곳에서 찾아 볼 수 있다.

### 총대주교좌
17세기에 남쪽 복도에 일렬로 늘어선 기둥과 함께 있는 카톨리코스 디아사미제를 상징하는 두 번째 조각물이 제작되었다. 성당의 가운데에 조지아 총대주교의 성좌를 요하는 현재의 전통으로써, 그것은 더 이상 그 기능을 하지 않는다.

## 대성당의 묘소들

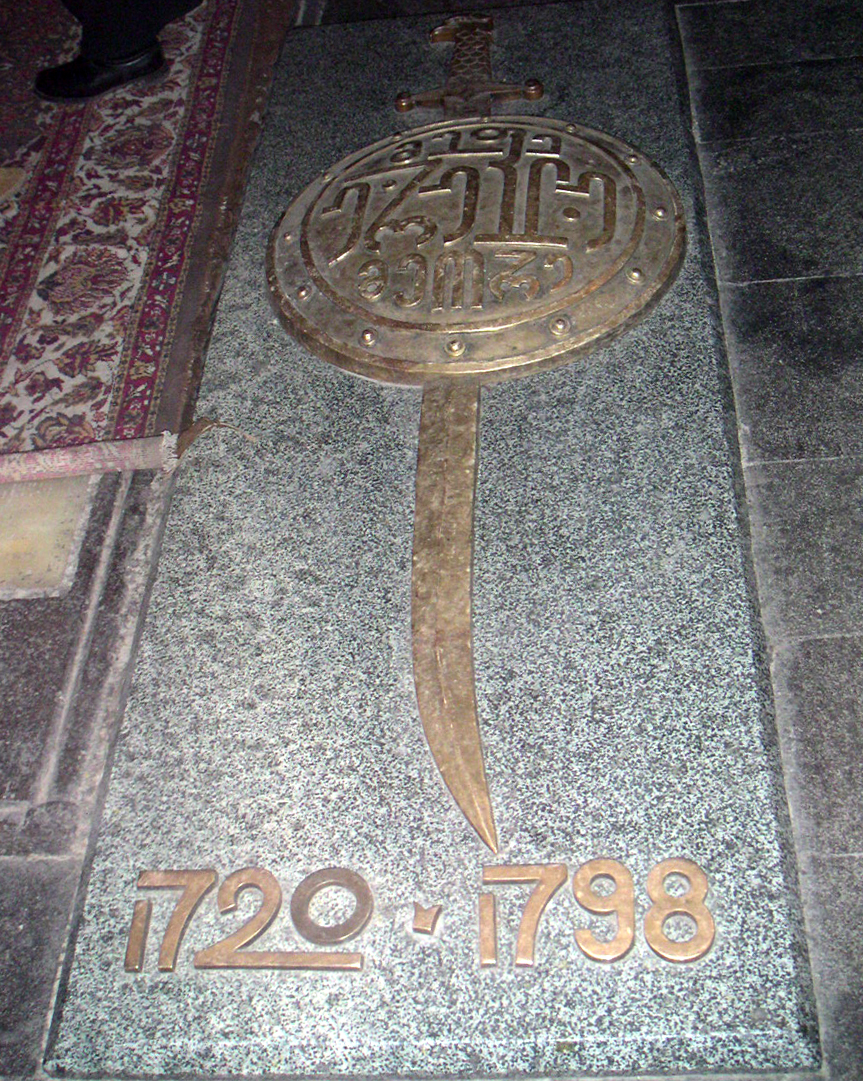
에레클레 2세의 묘소
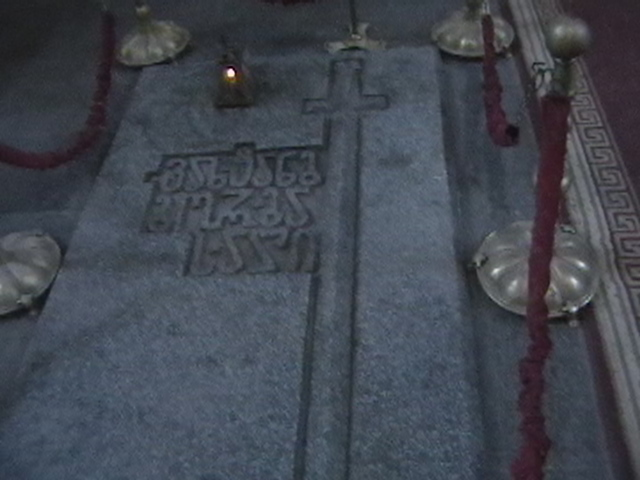
바크탕 고르가살리의 묘소
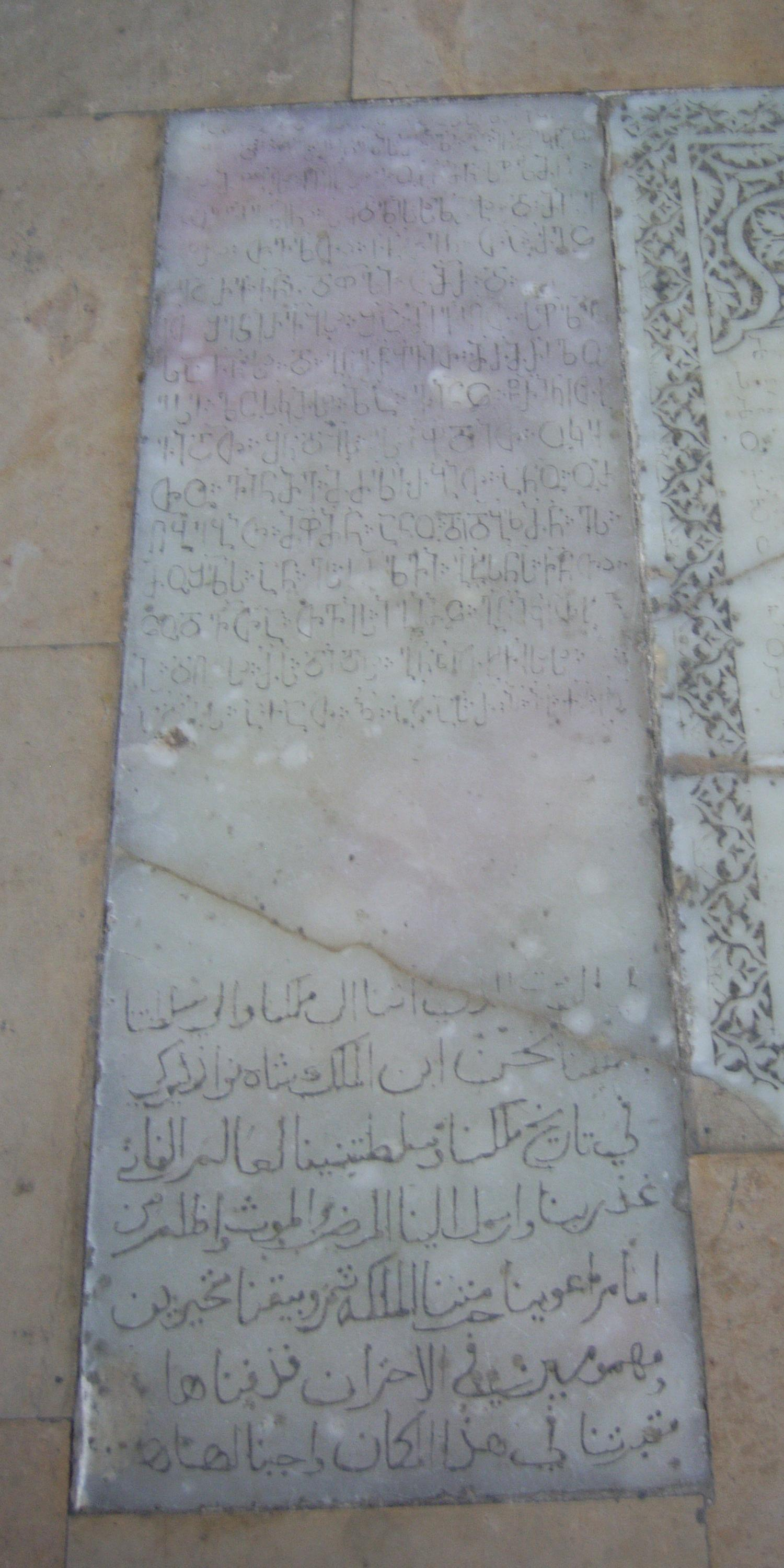
게오르게 11세의 첫 번째 왕비 타마르를 기리는 2개국어 비문

스베티츠호벨리는 조지아 왕들의 즉위식 장소였을 뿐만 아니라, 그들의 묘소이기도 했다. 제대 앞 쪽으로 다합해서 여섯 묘소만 발견되었지만, 열 명의 왕이 그 곳에 묻혔다고 알려졌다. 그 앞에 놓인 바크탕 고르가살리 왕의 묘비는 그의 작은 등불이었던 요새와 동일시 될 수 있다. 에레클레 2세 왕의 묘비는 그의 검과 방패와 동일시 된다. 그의 아들 게오르게 12세는 조지아의 마지막 왕이며, 그의 대리석 묘비는 그의 부친의 묘 바로 옆에 있다. 제대 앞 쪽에는 다비트 6세, 게오르게 8세, 루아르삽 1세의 묘비도 있으며, 타마르와, 1684년에 조지아어(아솜타브룰리)와 아랍어의 2개국어 비문이 새겨진 게오르게 11세의 첫 번째 왕비를 포함한 바그라티오니 왕가 사람들의 묘비들 또한 그 곳에 있다.

## 스베티츠호벨리 대성당의 위험
UNESCO는 최근에 그 대성당의 전반에 걸쳐 구조적인 물리적 위험성을 제기하는 보고서를 발간했다.

## 이미지

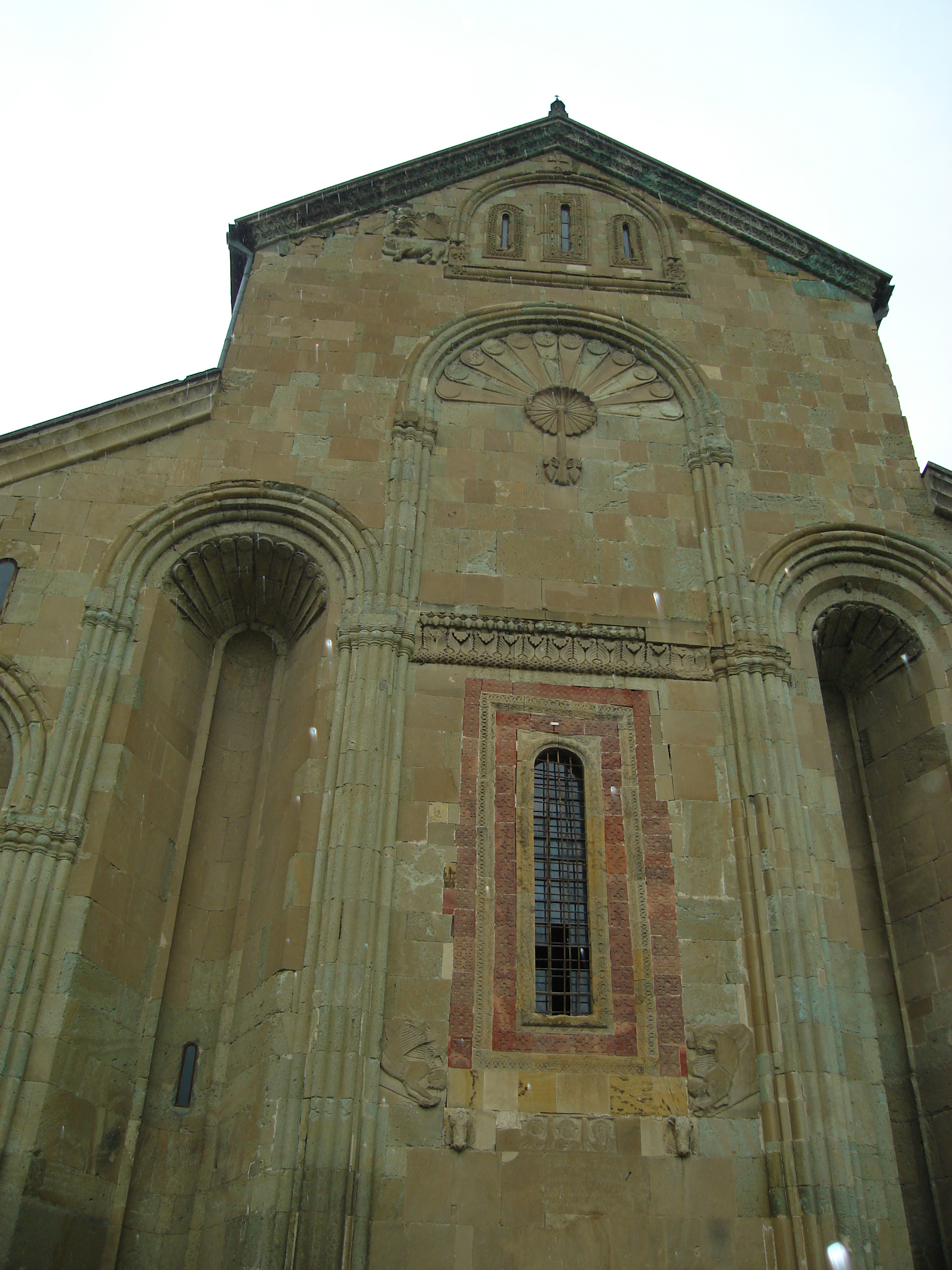
스베티츠코벨리의 측면

## 참고
- Abashidze, Irakli. Ed. Georgian Encyclopedia. Vol. IX. Tbilisi, Georgia: 1985.
- Amiranashvili, Shalva. History of Georgian Art. Khelovneba: Tbilisi, Georgia: 1961.
- Grigol Khantsteli. Chronicles of Georgia.
- The Treasures of Tbilisi, New York Times. September 30, 1990.
- Rosen, Roger. Georgia: A Sovereign Country of the Caucasus. Odyssey Publications: Hong Kong, 1999. ISBN 962-217-748-4
- Натроев А. Мцхет и его собор Свэти-Цховели. Историко-археологическое описание. 1900